# 村山駅 (長野県)
村山駅（むらやまえき）は、長野県須坂市大字高梨にある長野電鉄長野線の駅である。駅番号はN11。

## 歴史
- 1926年（大正15年）
  - 6月28日：長野電気鉄道により開業[1]。
  - 9月30日：長野電鉄の駅となる。
- 1953年（昭和28年）9月15日：交換設備新設のため移転。停車場となる。
- 1970年（昭和45年）9月1日：貨物営業廃止。
- 2009年（平成21年）10月1日：利用客減少に伴い無人駅化[1]。

## 駅構造
開業当初は長野寄りの踏切脇にホーム1面と駅舎を有する停留所であったが、のちに交換設備の新設にあわせて須坂寄りの現在地に移転し、島式ホーム1面2線と留置線を有する現在の設備となった。また、かつては有人駅だったが、現在は無人駅である。木造駅舎を有する。

### のりば
| ホーム | 路線    | 方向 | 行先                       |
| ------ | ------- | ---- | -------------------------- |
| 駅舎側 | ■長野線 | 下り | 須坂・信州中野・湯田中方面 |
| 反対側 | ■長野線 | 上り | 長野方面                   |

- 案内上の乗り場番号は設定されていない。
- 構内踏切の位置の都合上、列車は右側を通行する。

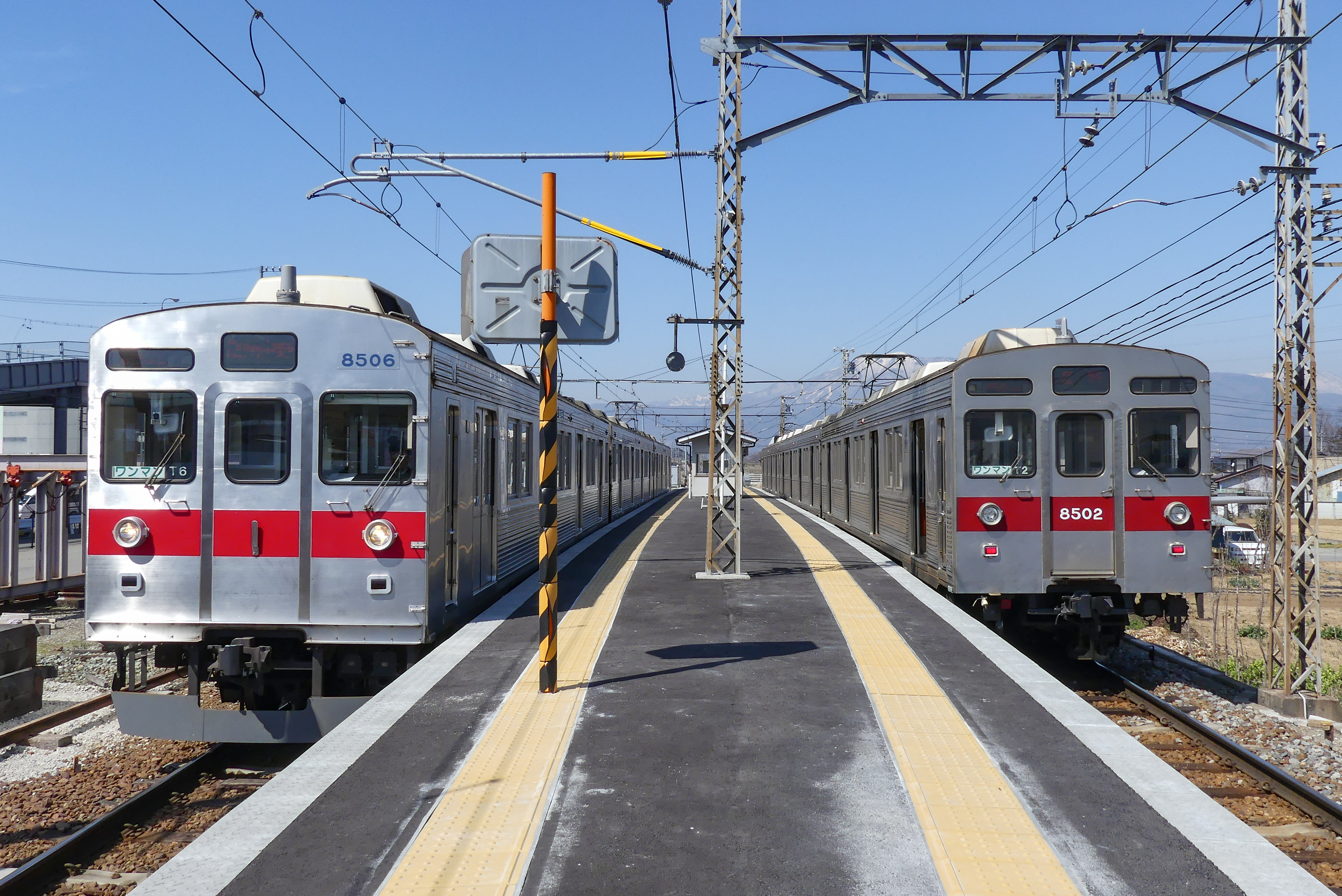
ホーム（2018年3月、列車は右側を通行する）

## 利用状況
近年の一日平均乗車人員の推移は下記のとおり。
| 年度   | 一日平均 乗車人員 |
| ------ | ----------------- |
| 2007年 | 368               |
| 2008年 | 346               |
| 2009年 | 300               |
| 2010年 | 298               |
| 2011年 | 322               |
| 2012年 | 350               |
| 2013年 | 339               |
| 2014年 | 366               |
| 2015年 | 381               |
| 2016年 | 388               |
| 2017年 | 375               |
| 2018年 | 356               |
| 2019年 | 340               |

## 駅周辺
この付近に千曲川が流れており長野市との境界線が控えた場所ともなっている。
- 国道406号
  - 村山橋[1]
- 千曲川[1]
- アトリオン製菓
- 上信越自動車道須坂バスストップ（約450m）

## バス路線
駅前の広場に長電バスの村山駅バス停があったが、乗り入れる路線はすべて廃止されている。
同バス停には相ノ島線（須坂駅 - 村山駅）が乗り入れていたが、すざか市民バスの実証運行に伴い2009年（平成21年）9月30日をもって一度廃止された。その後、2012年（平成24年）4月1日から屋代線（鉄道線）廃線に伴い運行が始まった屋代線廃止代替バスの一部である綿内村山線（綿内駅 - 村山駅・1日2往復）が当駅へ乗り入れることとなったが、この系統も2013年（平成25年）9月30日の運行を最後に廃止されている。

## 隣の駅
長野電鉄
■長野線
■A特急・■B特急
通過
■普通
柳原駅 (N10) - 村山駅 (N11) - 日野駅 (N12)